# Сілас Андерсен
Сілас Сінан Ерен Торуп Андерсен (дан. Silas Sinan Erhen Thorup Andersen, нар. 13 червня 2004, Копенгаген, Данія) — данський футболіст, півзахисник шведського клубу «Геккен».

## Ігрова кар'єра

### Клубна
Сілас Андерсен є вихованцем клубної академії данського «Копенгагена». У 2021 році футболіст перейшов до міланського «Інтера», з яким був підписаний контракт на чотири роки. В складі молодіжної команди «Інтера» футболіст грав у Юнацькій лізі. В грудні 2022 року Андерсен тренувальний збірн с першою командою.
У вересні 2023 року Андерсен підписав трирічний контракт з нідерландським «Утрехтом», де починав грати за дублюючий склад. 14 січня 2024 року у матчі проти «Вітессе» Андерсен потрапив до заявки першої команди «Утрехта» в чемпіонаті Нідерландів. Дебют футболіста в основі відбувся 31 березня, коли він вийшов на заміну у матчі проти «Феєнорда».
В січні 2025 року Андерсен перейшов до шведського клубу «Геккен», з яким підписав контракт на п'ять років.

### Збірна
З 2019 року Сілас Андерсен почав свої виступи в юнацьких збірних Данії.

## Титули і досягнення
- Володар Кубка Швеції:

«Геккен»: 2024-25